# 헤르만 레이카르트
헤르만 하리 레이카르트(네덜란드어: Herman Harry Rijkaard, 1935년 9월 12일~2010년 9월 30일)는 수리남의 축구인으로 선수 시절 공격수로 활동했다. SV 로빈호트, FC 블라우빗 암스테르담, IJVV 스토름보헐스에서 선수 생활을 했고 SV 레알 스라낭의 축구 감독으로 활동했으며 네덜란드의 축구인 프랑크 레이카르트의 아버지이다.

## 구단 경력

### 초창기
1935년 네덜란드령 기아나에서 태어난 레이카르트는 파라마리보의 Mr. 브론스플레인 경기장에서 축구 경력을 시작했다. 그는 지역 클럽들 중 한 곳에 발탁되어 에르빈 스파렌담, 샤를레이 마르바흐와 같은 선수들과 함께 VV 아약스의 청소년 팀에 합류한 후 SV 로빈호트로 이적했다.

### SV 로빈호트
SV 로빈호트의 청소년 팀에서 뛴 레이카르트는 로빈호트 1군으로 승격해 SVB 호프드클라서에서 공격수로 활동하며 로빈호트가 1955년과 1956년에 SVB 호프드클라서에서 우승하는 것을 도왔다. 축구 선수 외에 Kersten & Co.라는 회사의 회계 장부 담당자로도 일하며 생계를 꾸리던 레이카르트는 네덜란드에 정식 프로 리그가 곧 설립된다는 소문을 듣고 수리남에서 네덜란드로 이주해 당시 AFC 아약스의 지역 라이벌이었던 FC 블라우빗 암스테르담에 입단했다.
헤르만에게는 SV 트란스발에서 레프트백으로 뛰었던 수리남인 친구 헤오르허 휠릿(네덜란드어: George Gullit)이 있었는데 이들은 함께 수리남에서 네덜란드로 거처를 옮겼다.

### FC 블라우빗 암스테르담
1957년 FC 블라우빗 암스테르담에 합류한 레이카르트는 올림픽 스타디움에서 새롭게 창설된 에레디비시 경기들을 뛰었고 블라우빗에서 친구 에르빈 스파렌담과 재회했다. 암스테르담에서 레이카르트는 주요 포지션은 공격수였지만 경기장에서 점차 수비적인 역할을 담당하게 되었다. 그는 FC 블라우빗 암스테르담에서 총 4시즌 동안 활동하고 펠선 근처에 있는 축구팀 IJVV 스토름보헐스로 이적했는데 리그 13등이 블라우빗에서 얻었던 가장 좋은 성적이었다.

### IJVV 스토름보헐스
1961년, 레이카르트는 에이르스터 디비시의 축구 클럽 IJVV 스토름보헐스로 이적했다. 그는 스토름보헐스에서 한 시즌 동안 활동한 후 가족들과 네덜란드에 살고 있는 수리남인들의 생활에 더 집중하기 위해 선수 경력을 마감했다.

## 개인사
헤르만 레이카르트는 축구 선수에서 은퇴한 후 암스테르담에서 사회복지사로 일했다. 그는 네일 판 데르 묄런(네덜란드어: Neel van der Meulen)과 결혼했고 1959년 둘 사이에 첫째 아들 헤르만 하리 레이카르트 유니오르(네덜란드어: Herman Harry Rijkaard Jr.)가, 3년 뒤 프랑클린 에드문도 레이카르트가 태어났다. 헤르만 유니오르는 국제 축구 연맹의 라이선스를 취득한 축구 에이전트가 되었고 프랑클린은 아약스, 레알 사라고사, AC 밀란과 네덜란드 축구 국가대표팀에서 활동하면서 UEFA 유로 1988, UEFA 챔피언스리그 3회 우승 등 다양한 축구 대회들에서 우승했다.
헤르만은 사회복지사로 일하면서 수리남의 정치적 불안을 피해 네덜란드로 이주한 동포들이 네덜란드 사회에 통합될 수 있도록 만드는 과정에 밀접하게 관여했다. 그는 1960년 1월 네덜란드로 이민을 온 수리남인들이 창설한 아마추어 축구 클럽 SV 레알 스라낭의 감독을 맡았고 네덜란드에 살고 있는 전직 수리남 축구 국가대표팀 선수들의 화합을 위한 친선 경기들과 행사들을 주관하는 단체 '로비(네덜란드어: ROVI, Reünisten Oud Surinaamse Voetbalinternationals)'의 사무국장을 맡기도 했다. 그는 확인되지 않은 사유로 인해 2010년 9월 30일 75세의 나이에 사망했다.

## 수상 내역
SV 로빈호트
- SVB 호프드클라서: 1955, 1956[12]